# Yolande Straughn
Yolande Straughn (sinh ngày 18 tháng 3 năm 1968) là một vận động viên chạy nước rút người Barbados. Cô đã thi đấu ở nội dung 200 mét nữ tại Thế vận hội Mùa hè 1988.